# لیگ جی ان‌بی‌ای
لیگ جی ان‌بی‌ای (به انگلیسی: NBA G League) یا به‌طور ساده لیگ جی (G League)، یک لیگ بسکتبال حرفه‌ای در آمریکای شمالی است که به‌عنوان لیگ توسعه‌ای اتحادیه ملی بسکتبال (NBA) فعالیت می‌کند. این لیگ در حال حاضر شامل ۳۱ تیم است که تا فصل ۲۰۲۴–۲۰۲۵، همه آنها به‌جز تیم مستقل کاپیتان‌های شهر مکزیک (Mexico City Capitanes)، یا وابسته به یک تیم ان‌بی‌ای هستند یا مالکیتشان در اختیار یک تیم ان‌بی‌ای قرار دارد.
این لیگ در سال ۲۰۰۱ با نام لیگ توسعه ملی بسکتبال (NBDL) تأسیس شد و در سال ۲۰۰۵ به لیگ توسعه ان‌بی‌ای یا لیگ ترقی ان‌بی‌ای (NBA Development League) تغییر نام داد. سپس در سال ۲۰۱۷ و تحت قراردادی با گیترید، نام فعلی خود را دریافت کرد و به نخستین لیگ حرفه‌ای ورزشی در ایالات متحده تبدیل شد که نامش از یک حامی تبلیغاتی برگرفته شده است.
لیگ در ابتدا با ۸ تیم آغاز به کار کرد، اما پس از سال ۲۰۰۵ و در چارچوب برنامه دیوید استرن، کمیسر وقت ان‌بی‌ای، برای تبدیل آن به یک سیستمِ فرعیِ کاملِ پرورش بازیکنان (farm system) گسترش یافت. در این طرح، هر تیم به یک یا چند تیم ان‌بی‌ای وابسته شد. تا نیمهٔ سال ۲۰۱۴، یک سوم بازیکنان ان‌بی‌ای سابقه بازی در این لیگ را داشتند؛ رقمی که در سال ۲۰۱۱ تنها ۲۳٪ بود.

## هدف و گستره
هر تیم از لیگ ان بی ای برای انحصار دست کم با یکی از تیم‌های لیگ-ج قرارداد می‌تواند امضا کند. به‌طور نمونه، سن آنتونیو اسپرز با تیم آستین توروس (که در شهر آستین قرار دارد) قرارداد انحصاری دارد؛ بنابراین تیم اسپرز می‌تواند در هر زمان بازیکنان خود را به این تیم بفرستد، یا از این تیم بازیکنانی فراخواند. اما همیشه لزوماً اینطور نیست. به‌طور نمونه، سن آنتونیو اسپرز در سال ۲۰۱۰ از تیم تالسا ۶۶رز بازیکنی دعوت به عمل آورد بنام لری اونز (Larry Owens) که در نقش ذخیره در بازی‌های آنان توپ زد، و در همان سال بازیکنی از آستین توروس بنام آلونزو جی (Alonzo Gee) به تیم کلیولند کاوالیرز پیوست، و بازیکنی از تیم ریوگراند ولی وایپرز بنام گرت تمپل (Garrett Temple) پس از آنکه با هیوستون راکتس موفق نشد، به تیم میلواکی باکس پیوست.